# Libythea lepita
Libythea lepita är en fjärilsart som beskrevs av Moore 1857. Libythea lepita ingår i släktet Libythea och familjen praktfjärilar. Inga underarter finns listade i Catalogue of Life.

## Bildgalleri

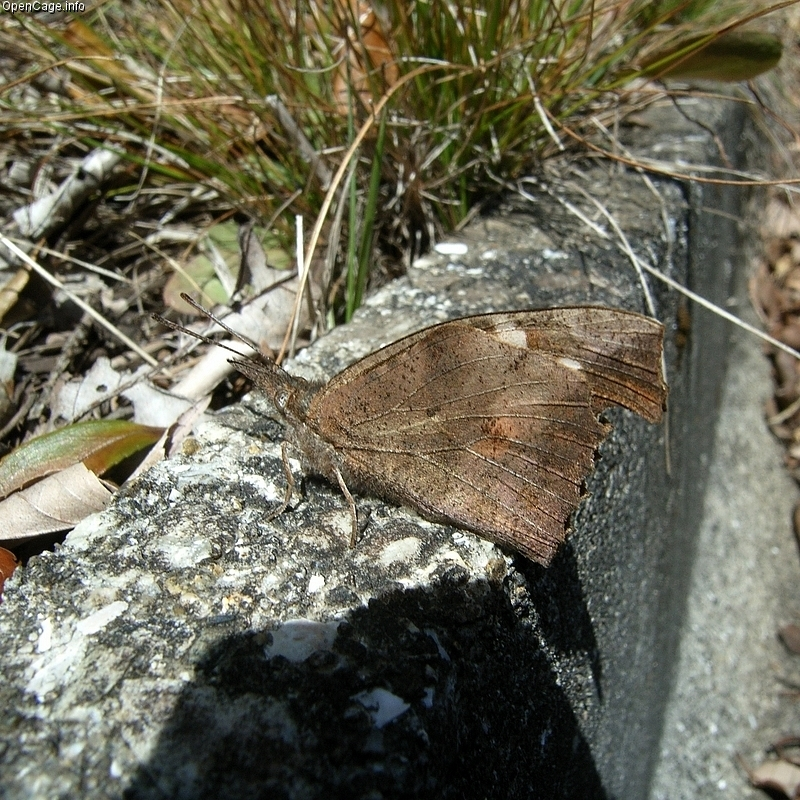
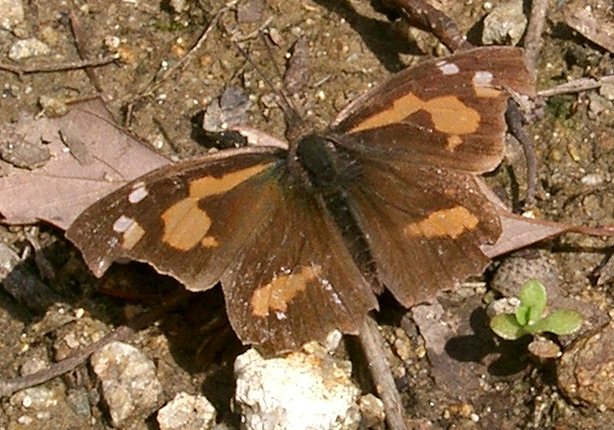